# تاريخ المالديف

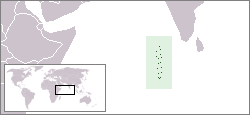

يتداخل تاريخ المالديف مع التاريخ الواسع لشبه القارة الهندية والمناطق المحيطة بها، والتي تضم مناطق جنوب آسيا والمحيط الهندي. والأمة الحديثة تتكون من 28 شعب حلقي مرجاني طبيعي مؤلفة من 1194 جزيرة. تاريخيًا، كان للمالديف أهمية إستراتيجية بسبب موقعها على الطرق البحرية الرئيسية في المحيط الهندي. أقرب جيران المالديف هم سريلانكا والهند، اللتان تربطهما علاقات ثقافية واقتصادية مع المالديف لعدة قرون. قدمت المالديف المصدر الرئيسي لوَدَع الصدف التي استُخدمت كعملة في جميع أنحاء آسيا وأجزاء من ساحل شرق أفريقيا. على الأرجح تأثرت المالديف بكالينغاس من الهند القديمة الذين كانوا أقرب تجار البحر إلى سريلانكا والمالديف من الهند وكانوا مسؤولين عن انتشار البوذية. وبالتالي فإن الثقافة الهندوسية القديمة لها تأثير لا يمحى على الثقافة المحلية للمالديف.
بعد القرن السادس عشر، عندما استولت القوى الاستعمارية على معظم التجارة في المحيط الهندي، تدخل البرتغاليون أولًا ثم الهولنديون والفرنسيون أحيانًا في السياسة المحلية. على أي حال، انتهى هذا التدخل عندما أصبحت المالديف محمية بريطانية في القرن التاسع عشر وحصل ملوك المالديف على قدر جيد من الحكم الذاتي.
حصلت المالديف على استقلال تام عن البريطانيين في 26 يوليو 1965. ومع ذلك، استمر البريطانيون في الحفاظ على قاعدة جوية في جزيرة غان في أقصى جنوب الشعب الحلقية المرجانية حتى عام 1976. أثار انسحاب البريطانيون في عام 1976 في ذروة الحرب الباردة على الفور تخمينات أجنبية حول مستقبل القاعدة الجوية. يبدو أن الاتحاد السوفييتي قام بخطوة لطلب استخدام القاعدة، لكن المالديف رفضت.
كان التحدي الأكبر الذي واجهته الجمهورية في أوائل تسعينيات القرن العشرين هو الحاجة إلى التنمية الاقتصادية السريعة والتحديث، بالنظر إلى قاعدة الموارد المحدودة للبلاد في صيد الأسماك والزراعة والسياحة. كما كان القلق واضحًا بشأن ارتفاع مستوى سطح البحر المتوقع على المدى الطويل، والذي من الممكن أن يكون كارثيًا للجزر المرجانية المنخفضة.

## في العصور المبكرة
لم يترك سكان المالديف الأوائل أي بقايا أثرية. من المحتمل أن تكون مبانيهم مبنية من الخشب وسعف النخيل ومواد أخرى قابلة للتلف، والتي كان من الممكن أن تتحلل بسرعة في ملح ورياح المناخ الاستوائي. علاوة على ذلك، لم يكن الرؤساء أو الزعماء يقيمون في قصور حجرية متقنة، ولم يتطلب دينهم بناء معابد أو مجمعات كبيرة.
تشير الدراسات المقارنة للتقاليد والعادات الشفوية واللغوية والثقافية المالديفية إلى أن أحد أقدم المستوطنين كان من الشعب التامِـلي من التاميالكام القديمة في حقبة سانجام (300 قبل الميلاد – 300 بعد الميلاد)، من المرجح أنهم كانوا صيادين من السواحل الجنوبية الغربية في الهند الحالية والشواطئ الشمالية الغربية لسريلانكا. أحد هذه المجتمعات هم شعب جيرافارو. ذُكر هذا في الأساطير القديمة والفولكلور المحلي حول إنشاء العاصمة وحكم ملكي في ماليه. تصوير هذه المجتمعات المبكرة، وفقًا للبعض، مجتمع أمومي مع كل شعب حلقي حُكم من قبل رئيسة الملكات وفقًا لبعض الروايات أو من قبل الآخرين، حُكِمَت العديد من المجتمعات الثيوقراطية من قبل كهنة الديانات التي عبدت آلهة الشمس وآلهة القمر وآلهة النجوم. كتب العديد من المسافرين الأجانب، معظمهم من العرب، عن مملكة المالديف التي حكمتها ملكة. يذكر الإدريسي، في إشارة إلى كتّاب سابقين، اسم إحدى الملكات، داماهار، التي كانت من أسرة أديتا (الشمس).
نجت طبقة تحتية قوية من سكان وثقافة الدرفيدية في المجتمع المالديفي، مع طبقة أساسية من اللغة التاميلية الماليالامية، والتي تظهر أيضًا في أسماء الأماكن، وعبارات القرابة، والشعر، والرقص، والمعتقدات الدينية. أدت ثقافة الملاحة البحرية في مالاباري إلى استقرار المالايالاميون في لكديف، ومن الواضح أن المالديف كانت تعتبر امتدادًا لهذا الأرخبيل. يجادل البعض أن السنديين شكلوا أيضًا طبقة مبكرة من الهجرة. بدأ الإبحار من الديبل خلال حضارة وادي السند. أظهر الجاتاكاس والبورانا.
أدلة وفيرة على هذه التجارة البحرية. استخدام تقنيات بناء القوارب التقليدية المماثلة في شمال غرب جنوب آسيا والمالديف، ووجود عملات فضية لكلا علامة من المنطقتين، يعطي وزنًا إضافيًا لهذا. هناك علامات طفيفة على وجود مستوطنين من جنوب شرق آسيا، ربما بعض المنقادون من المجموعة الرئيسية من مهاجري الشعوب الأسترونيزية الذين استقروا في مدغشقر.
يتميز أقرب تاريخ مكتوب للمالديف بوصول شعب السنهاليين، الذين انحدروا من شعب ماجادها المنفي مع الأمير فيجايا من المدينة القديمة المعروفة باسم سينهابورا في شمال شرق الهند. هبط هو ومجموعته المكون من عدة مئات في سريلانكا، والبعض في المالديف بنحو 543 إلى 483 قبل الميلاد. وفقًا لماهافانسا، واحدة من السفن التي أبحرت مع الأمير فيجايا، التي ذهبت إلى سريلانكا بنحو 500 قبل الميلاد، ذهبوا على غير هدى ووصلوا إلى جزيرة تسمى ماهيلادفيبيكا، التي حُددت على أنها تابعة للمالديف. ويقال أيضًا أنه في ذلك الوقت، اعتاد الناس من ماهيلادفيبيكا على السفر إلى سريلانكا. يمثل استقرارهم في سريلانكا والمالديف تغييرًا كبيرًا في التركيبة السكانية وتطوير اللغات الهندية الآرية الديفهية، والتي هي أكثر تشابهًا مع اللغة السنهالية في القواعد، وعلم الصوت، والبنية، وتتشابه مع إلو براكريت القديمة.
بدلًا من ذلك، يُعتقد أن فيجايا وعشيرته جاؤوا من غرب الهند – وهو ادعاء مدعوم بسمات لغوية وثقافية، وأوصاف محددة في الملاحم نفسها، على سبيل المثال زار فيجايا بهاروكاشا في سفينته في الرحلة إلى الجنوب.
كتب فيلوستورغيوس، المؤرخ اليوناني في أواخر العصور القديمة، عن رهينة بين الرومان، من جزيرة تسمى ديفا، التي يفترض أنها المالديف، الذي عُمد باسم ثيوفيلوس. أُرسل ثيوفيلوس في خمسينيات القرن الرابع لدعوة مملكة الحمير إلى اعتناق المسيحية، وذهب إلى وطنه من شبه الجزيرة العربية. عاد إلى شبه الجزيرة العربية، وزار أكسوم، واستقر في أنطاكية.

## الفترة البوذية
على الرغم من أن الفترة البوذية التي دامت 1400 عام ذُكرت بإيجاز في معظم كتب التاريخ، لكن لها أهمية أساسية في تاريخ المالديف. وخلال هذه الفترة تطورت ثقافة المالديف كما نعرفها الآن وازدهرت. نشأت اللغة المالديفية، وأول نصوص المالديف، وفن العمارة، والمؤسسات الحاكمة، وعادات وتقاليد المالديفيين في الوقت الذي كانت فيه المالديف مملكة بوذية.
قبل اعتناق البوذية كأسلوب حياتهم، مارس المالديفيون شكلًا قديمًا من الهندوسية، وهي تقاليد طقوسية تعرف باسم سوروتا، في شكل تبجيل سوريا (إله شمسي رئيسي وابن كاسيابا وزوج أديتي، وعادة ما يشير للشمس في الهند ونيبال) (كانت الطبقة الحاكمة القديمة من أصول أدييتا أو سوريافانشي).
ربما انتشرت البوذية في المالديف في القرن الثالث قبل الميلاد، في وقت أشوكا. ما يقارب من جميع البقايا الأثرية في المالديف هي من الأديرة والستوبا البوذية، وجميع القطع الأثرية التي عُثر عليها حتى الآن تعرض سمات الأيقونات البوذية المميزة. كانت المعابد البوذية (والهندوسية) على شكل ماندالا (مجموعةٌ من الرُّموز استُعملت من قِبَل الهندوسيين والبوذيين للتعبير عن صورة الكون الميتافيزيقي)، وهي موجهة وفقًا للنقاط الأربعة الرئيسية، البوابة الرئيسية باتجاه الشرق. بما أن مساحة البناء والمواد كانت قليلة، بنى المالديفيون أماكن عبادتهم على دعائم المباني السابقة. يطلق المالديفيون على الستوبا البوذية القديمة «هافيتا» أو «هاتيلي» أو «أوستوبا» بحسب الشعاب الحلقية المرجانية المختلفة. توجد هذه الستوبا والبقايا الأثرية أخرى، ودعائم الأبنية البوذية فيهارا، والمجمعات، والحمامات الحجرية، في العديد من جزر المالديف. وعادة ما تكون مدفونة تحت أكوام من الرمل ومغطاة بكساء نباتي. أحصى المؤرخ المحلي حسن أحمد مانيكو ما يصل إلى 59 جزيرة بها مواقع أثرية بوذية في قائمة مؤقتة نشرها في عام 1990. تقع أكبر المعالم الأثرية في العصر البوذي في الجزر التي تحيط بالجزء الشرقي من شعب هادونماثي الحلقي.
في أوائل القرن الحادي عشر، خضعت ماليكو وتيلادوناماثي وبعض الجزر الحلقية الشمالية للغزو على يد الإمبراطور التاميلي راجاراجا تشولا الأول من سلالة تشولا العائدة للقرون الوسطى، وأصبحت بالتالي جزءًا من إمبراطورية تشولا.
يُنسب الفضل في توحيد الأرخبيل تقليديًا إلى الملك كويمالا. وفقًا لأسطورة من الفولكلور المالديفي، في أوائل القرن الثاني عشر الميلادي، أبحر أمير من القرون الوسطى يدعى كويمالا، وهو أحد النبلاء من سلالة ليون من سريلانكا، إلى جزيرة راسجيتيمو (وتعني حرفيًا «بلدة البيت الملكي»، أو مجازيًا «بلدة الملك») في شمال جزيرة مالوسمادولو الحلقية الشمالية، ومن هناك إلى ماليه، وأسس مملكة سميت مملكة ديفا ماري. بحلول ذلك الوقت، توقفت سلالة (طاقم سوريافانشي الحاكم) آديتا (الشمس) عن الحكم في ماليه لبعض الوقت، وقد يعود ذلك إلى الغزوات التي قامت بها سلالة تشولا من جنوب الهند في القرن العاشر. حكم كويمالا كالو (اللورد كويمالا)، الذي عاش ملكًا على مانابارانا، ملكًا لسلالة (طاقم تشاندرافانشي الحاكم) هوما (القمرية)، والتي يسميها بعض المؤرخين بيت ثيموج. تزاوج حكام سلالة هوما (القمرية) مع سلالة أديتا (الشمس). لهذا السبب تضمنت الألقاب الرسمية لملوك جزر المالديف حتى عام 1968 إشارات «كولا سوجا إيرا»، والتي تعني «منحدر من القمر والشمس». لا يوجد سجل رسمي لعهد سلالة آديتا. منذ عهد كويمالا، عُرف عرش المالديف أيضًا باسم سينغاسانا (عرس الأسد). قبل ذلك الحين، وفي بعض المواقف، عُرف أيضًا باسم ساريداليز (عرش العاج). ينسب بعض المؤرخين الفضل إلى كويمالا في تحرير جزر المالديف من حكم سلالة تشولا.
بدأ الاهتمام الغربي بالبقايا الأثرية للثقافات المبكرة في جزر المالديف بأعمال هاري تشارلز برفيز بيل، وهو مفوض بريطاني للخدمة المدنية السيلانية. أُمر بيل بزيارة الجزر لأول مرة في أواخر عام 1879 وعاد عدة مرات إلى جزر المالديف للتحقيق في الآثار القديمة. درس التلال القديمة، التي سماها سكان المالديف هافيتا أو أوستوبو (اشتُقت هذه الأسماء من شيتيا وستوبا) (بالديفيهية: ހަވިއްތަ)، وتتواجد في العديد من الجزر المرجانية.
ذكر العلماء الأوائل مثل هاري تشارلز برفيز بيل، الذي أقام في سريلانكا معظم حياته، أن البوذية أتت إلى جزر المالديف من سريلانكا وأن المالديفيين القدماء اتبعوا بوذية تيرافادا. منذ ذلك الحين، تشير الاكتشافات الأثرية الجديدة إلى تأثيرات بوذية ماهايانا وفاجرايانا، واللتان يُحتمل أنهما وصلتا إلى الجزر مباشرة من شبه القارة الهندية. عُثر على جرة في مالهوس (جزيرة آري الحلقية) في ثمانينيات القرن الماضي تتضمن نقش فيشفافاجرا (سلاح) منقوش بالخط البنغالي البدائي. كان النص مكتوبًا بنفس الخط المستخدم في مراكز التعلم البوذية القديمة في نالاندا وفيكراماشيلا. يوجد أيضًا ستوبا بوريتس صغير في المتحف حُفر فيه اتجاه دياني بوذا (جيناس) في نقاطه الأساسية الأربعة كما هو الحال في تقليد الماهايانا. تظهر بعض الكتل المرجانية ذات الرؤوس المخيفة للأوصياء أيضًا أيقونية فاجرايانا. عثرت هيئة المسح الأثري للهند (أيه إس آي) على بقايا بوذية في جزيرة مينيكوي، التي كانت آنذاك جزءًا من مملكة المالديف، وذلك في النصف الأخير من القرن العشرين. من بين هذه البقايا، ما يزال رأس بوذا وبعض الأساسات الحجرية من فيهارا آثارًا تستحق الذكر على وجه الخصوص.
في منتصف ثمانينيات القرن الماضي، سمحت الحكومة المالديفية للمستكشف النرويجي ثور هايردال بالتنقيب في المواقع القديمة. درس هايردال التلال القديمة، التي أطلق عليها المالديفيون اسم هاويتا، والتي وجدت في العديد من الجزر المرجانية الحلقية. تُعرض اليوم بعض اكتشافاته الأثرية لأشكال حجرية ومنحوتات من حضارات ما قبل الإسلام في غرفة جانبية في المتحف الوطني الصغير في ماليه. تشير أبحاث هايردال إلى أنه في عام 2000 قبل الميلاد، وقعت جزر المالديف على طرق التجارة البحرية للحضارات المصرية الأولى وحضارات بلاد الرافدين ووادي السند. يعتقد هايردال أن البحارة الأوائل الذين كانوا يعبدون الشمس، والذين يطلق عليهم ريدين، هم أول من استقر في الجزر. حتى اليوم، تتجه العديد من المساجد في جزر المالديف نحو الشمس وليس مكة، ما يضفي مصداقية على هذه النظرية. نظرًا لندرة مساحة البناء ومواده، شيدت الثقافات المتعاقبة أماكن عبادتها على أسس المباني السابقة. يعتقد هايردال نتيجة لذلك أن هذه المساجد المواجهة للشمس قد بُنيت على الأسس القديمة لمعابد ثقافة ريدين.

## الفترة الإسلامية

### بدء الإسلام
قد تفسر أهمية العرب كتجار في المحيط الهندي بحلول القرن الثاني عشر جزئيًا سبب اعتناق آخر الملوك البوذيين لجزر المالديف والمدعو دوفيمي الإسلام في عام 1153 (أو 1193، نظرًا لأن بعض العطايا النحاسية تعطي تاريخًا لاحقًا). تبنى الملك بعد ذلك لقب المسلم واسم السلطان محمد العادل، وبدأ سلسلة من ست سلالات تضمنت أربعة وثمانين سلطانًا وسلطانة واستمرت حتى عام 1932 حين أصبحت السلطنة منتخبة. كان اللقب الرسمي للسلطان حتى عام 1965 هو سلطان الأرض والبحر، وسيد الجزر الإثني عشر ألفًا، وسلطان جزر المالديف وأتى اللقب مع كلمة السمو.
كان الشخص الذي تولى مسؤولية هذا التحول تقليديًا زائرًا مسلمًا سنيًا يُدعى أبو البركات. يقع قبره الموقر الآن على أراضي ميدو زياراي عبر الشارع المؤدي إلى مسجد هوكورو في العاصمة ماليه. بُني المسجد عام 1656، ويعد أقدم مسجد في جزر المالديف.
باتباع المفهوم الإسلامي، سُمي كل ما سبق الإسلام بوقت الجاهلية، في كتب التاريخ التي استخدمها المالديفيون، يعتبر بدء الإسلام في نهاية القرن الثاني عشر حجر الزاوية في تاريخ البلاد.
بالمقارنة مع المناطق الأخرى في جنوب آسيا، حدث تحول جزر المالديف إلى الإسلام في وقت متأخر نسبيًا. أدخل التجار العرب السكان في ساحل مليبار إلى الإسلام منذ القرن السابع، وأدخل الفاتح العربي محمد بن قاسم مساحات كبيرة من السند إلى الإسلام في نفس الوقت تقريبًا. بقيت جزر المالديف مملكة بوذية لمدة خمسمئة عام أخرى (الدولة البوذية الواقعة في أقصى الجنوب الغربي) حتى اعتناق الإسلام.
تقدم الوثيقة المعروفة باسم دانبيدو لوامافانو معلومات حول قمع البوذية في جزيرة هادونماتي الحلقية الجنوبية، والتي كانت مركزًا رئيسيًا لهذا الدين. أُخذ الرهبان إلى ماليه وقُطعت رؤوسهم، وكُسرت الستيرهيروتالو (قمم شاترافالي أو شاتراياشتي التي تعتلي ستوبا) لتشويه العديد من الستوبا ودُمرت تماثيل فايروجانا، أي بوذا المتسامي من منطقة العالم الأوسط.